# 이진욱 (농구 선수)
이진욱(1994년 3월 26일 ~ )은 한국 프로농구 전주 KCC 이지스 소속의 농구선수이며,포지션은 포인트 가드이다.

## 아마추어 시절
건국대학교 3학년 시절부터 이름을 알리기 시작하였다. 선배인 김진유와 함께 건국대학교의 플레이오프 진출을 이끌었다. 김진유가 프로로 진출한 후 4학년 때에는 혼자서 팀을 이끌다 싶이 하였다. 스피드만큼은 누구도 따라오지 못한다고 한다.

## 고양 오리온 오리온스시절
2017-2018 시즌 신인드래프트에서 전체 12순위로 고양 오리온 오리온스에 지명되었다. 그리고 2019년 5월에 셀러리캡 문제로 웨이버 공시 당했다.

## 출신학교
- 서울인헌초등학교
- 휘문중학교
- 휘문고등학교
- 건국대학교